# California Golden Seals
California Golden Seals foi um time de hóquei no gelo da National Hockey League (NHL) de 1967 a 1976. 
O time foi fundado em 1962 como San Francisco Seals na liga menor WHL, baseado no Cow Palace de São Francisco, Califórnia. Em 1966 o time se mudou para Oakland, no Oakland-Alameda County Coliseum, sendo rebatizado California Seals, que no ano seguinte foi um dos 6 times da primeira expansão da NHL. Após um mês na NHL, foi rebatizado Oakland Seals. Em 1970, o time foi rebatizado California Golden Seals. O time não teve muito sucesso, e em 1975, após os planos de construir uma nova arena em São Francisco falharem, o novo proprietário Melvin Swig mudou o time para Cleveland, Ohio, com o nome Cleveland Barons e sede no Richfield Coliseum em Richfield. Os Barons duraram duas temporadas antes de serem comprados e fundidos com o Minnesota North Stars. Foi o último time da NHL a ser extinto.